# 巴兹尔·希特利
巴兹尔·希特利（英語：Basil Heatley，1933年12月25日—2019年8月3日），英国前男子田径运动员。他曾代表英国参加1964年夏季奥林匹克运动会田径比赛，获得男子马拉松银牌。